# Jenapharm
Jenapharm GmbH & Co. KG je německá farmaceutická firma. Sídlí ve městě Jena na adrese Otto-Schott-Straße 15. Od roku 2005 je součástí koncernu Bayer.
Farmaceutická výroba v Jeně začala za druhé světové války, kdy Hans Knöll začal v laboratoři sklárny Schott připravovat penicilin. Po válce se zde vyráběl vitamín D. Národní podnik VEB Jenapharm byl založen 1. ledna 1950. Podnik se zaměřil na steroidy a využíval metody sovětského chemika Igora Torgova. V roce 1965 byla na trh uvedena první východoněmecká hormonální antikoncepční pilulka Ovosiston. V osmdesátých letech patřil Jenapharm se 1700 zaměstnanci mezi tři největší výrobce léčiv v NDR, i po sjednocení Německa zůstává hlavním výrobcem antikoncepce v zemi. K výrobkům Jenapharmu patří antikoncepční pilulka Visanne, hormonální nitroděložní tělíska Mirena, Jaydess a Kyleena, klimakterický přípravek Klimonorm nebo lék erektilní dysfunkce Levitra. 
Jenapharm se podílel na státním dopingovém programu Německé demokratické republiky. Vyráběl anabolický steroid nazvaný Oral-Turinabol, který výrazně zlepšoval výkony v silových sportech, avšak způsoboval poškození jater, ztrátu hormonální rovnováhy i neplodnost. V roce 2005 firmu zažalovali bývalí východoněmečtí sportovci a požadovali odškodné za zdravotní následky. Společnost souhlasila s mimosoudním vyrovnáním a vyplatila částku 9250 eur 184 osobám.